# 中島こうき
中島 こうき（なかじま こうき、1989年 -）は、日本の漫画家。男性。別名義はhoihoi。

## 略歴
学校法人龍馬学園国際デザイン・ビューティカレッジ（現：龍馬デザイン・ビューティー専門学校）マンガ科2011年卒業。
2013年、『月刊少年チャンピオン』4月号（秋田書店）にて『恐怖の鈴木さん』の読切掲載にてデビュー。
2014年、『週刊少年チャンピオン』（秋田書店）にて『めいきんぐ！』を短期連載、同年同誌にて『極悪バンビーナ』を連載開始。
2016年、『くらげバンチ』（新潮社）にて『その日、宇宙は地球を知る』を連載開始。
2019年、『マンガPark』（白泉社）にて『異世界転職アンデッドワークス』を連載開始。
2021年、『WebComicアパンダ』（KADOKAWA）にてhoihoi名義にて『魔法使いマナと叡痴の扉』を連載開始。

## 作品

### 連載
- めいきんぐ!（『週刊少年チャンピオン』）2014年7号 - 2014年9号
- 極悪バンビーナ（『週刊少年チャンピオン』2014年30号 - 2015年10号、秋田書店）全2巻
- その日、宇宙は地球を知る（『くらげバンチ』）2016年6月 - 2017年7月、新潮社）全2巻
- 異世界転職アンデッドワークス（『マンガPark』）』2019年12月7日 - 2021年2月13日、白泉社）全3巻
- 魔法使いマナと叡痴の扉（hoihoi名義『WebComicアパンダ』2021年4月 - 2023年11月1日、KADOKAWA）既刊3巻

### 読み切り
- 恐怖の鈴木さん（『月刊少年マガジン』2013年4月号掲載、秋田書店）